# Агнешка Гонсеніца-Даніель
Агнешка Гонсеніца-Даніель (пол. Agnieszka Gąsienica-Daniel, нар.. 22 грудня 1987 року, Закопане, Польща) — польська гірськолижниця, учасниця Олімпійських ігор у Ванкувері. Більш успішно виступала в слаломних дисциплінах.

## Спортивна біографія
У Кубку світу Гонсеніца-Даніель дебютувала в 2004 році, а в листопаді 2007 року вперше потрапила до тридцятки найкращих на етапі Кубка світу. Всього має чотири потрапляння до тридцятки найкращих на етапах Кубка світу, раз в слаломі і тричі — у гігантському слаломі. Найкращим досягненням Агнешки Гонсеніци-Даніель у загальному заліку Кубка світу є 116-е місце в сезонах 2008/09 і 2009/10 років.
На Олімпіаді-2010 у Ванкувері стартувала у всіх п'яти дисциплінах: швидкісний спуск — 32-е місце, комбінація — 25-е місце, супергігант — 23-е місце, гігантський слалом — не фінішувала, слалом — 35-е місце.
За свою кар'єру брала участь у п'яти чемпіонатах світу (2005, 2007, 2009, 2011, 2013), найкращий результат — 18-е місце в комбінації на чемпіонаті світу 2011 року.
Використовувала лижі і черевики виробництва фірми Rossignol.

## Результати

### Олімпійські ігри
| Олімпійські ігри | Швидкісний спуск | Супергігант | Гігантський слалом | Слалом | Комбінація | Команди |
| ---------------- | ---------------- | ----------- | ------------------ | ------ | ---------- | ------- |
| 2014 Ванкувер    | 32               | 23          | DNF1               | 35     | 25         | Н/Д     |

### Чемпіонат світу
| Чемпіонат світу                       | Швидкісний спуск | Супергігант | Гігантський слалом | Слалом | Комбінація | Команди | Паралельний гігантський слалом |
| ------------------------------------- | ---------------- | ----------- | ------------------ | ------ | ---------- | ------- | ------------------------------ |
| 2005 Борміо (Італія)                  | —                | —           | 31                 | DNF2   | —          | —       | Н/Д                            |
| 2007 Оре (Швеція)                     | —                | —           | DNF2               | DNF1   | —          | —       | Н/Д                            |
| 2009 Валь-д'Ізер (Франція)            | —                | —           | 34                 | —      | —          | —       | Н/Д                            |
| 2011 Гарміш-Партенкірхені (Німеччина) | —                | DNF         | DNF1               | 30     | 18         | —       | Н/Д                            |
| 2013 Шладмінг (Австрія)               | —                | DNS         | 29                 | 36     | DNF        | —       | Н/Д                            |

## Особисте життя
- Молодша сестра — Марина — учасниця Олімпійських ігор 2014 і 2018 років, має в активі попадання до 10-ки на чемпіонатах світу[3].